# Alfa Romeo P3
El Alfa Romeo P3 (también denominado P3 monoposto o Tipo B) era un coche de Gran Premio diseñado por Vittorio Jano, uno de los modelos de Alfa Romeo con motor de 8 cilindros en línea, que se convirtió en un automóvil clásico en las carreras de los años 1930. Fue el primer monoplaza genuino en aparecer en los Grandes Premios (el segundo monoplaza de Alfa Romeo, después del Tipo A de 1931).

## Historia

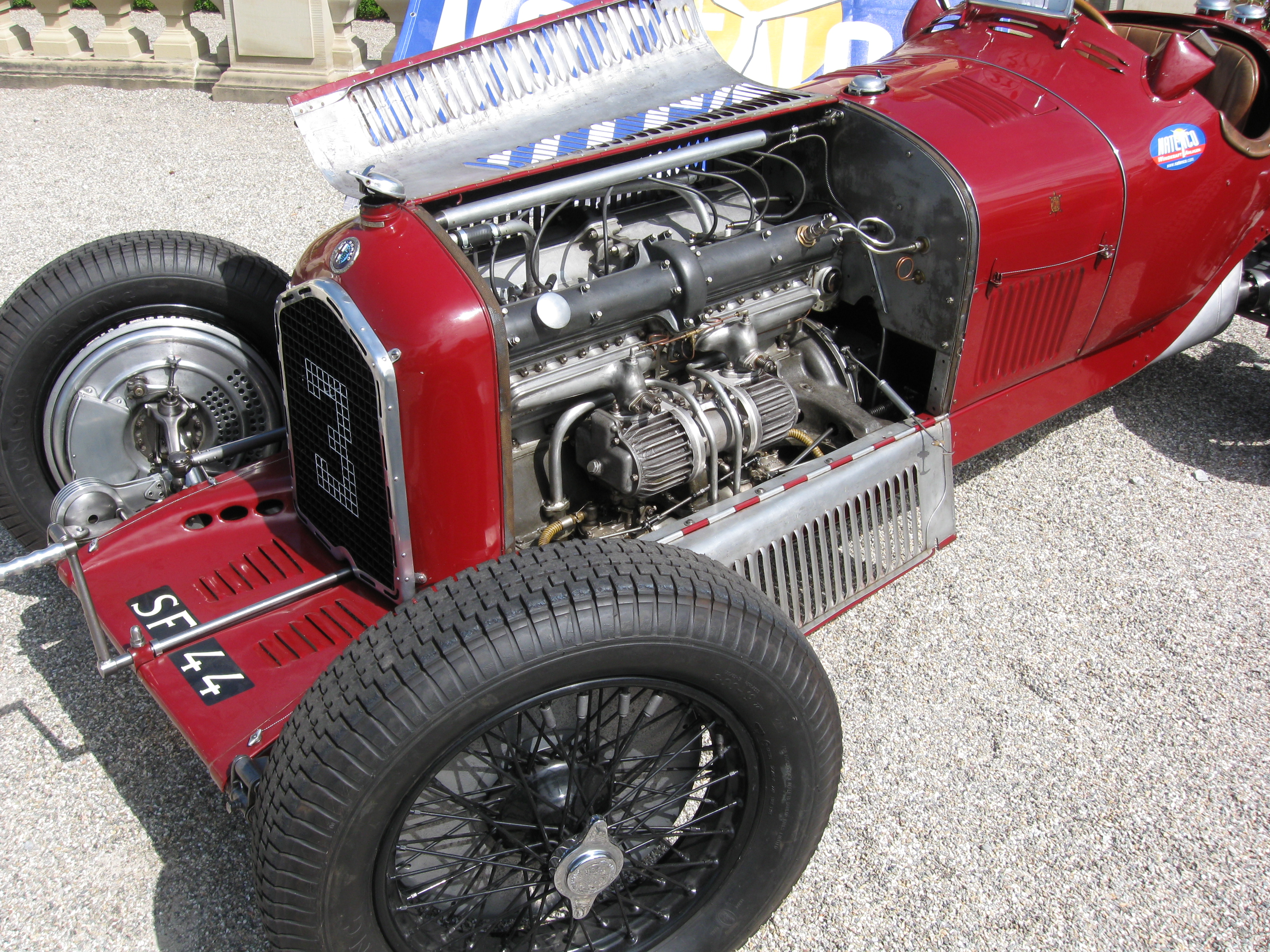
Motor del Alfa P3 Tipo B - Nótense los compresores volumétricos gemelos accionados mecánicamente.

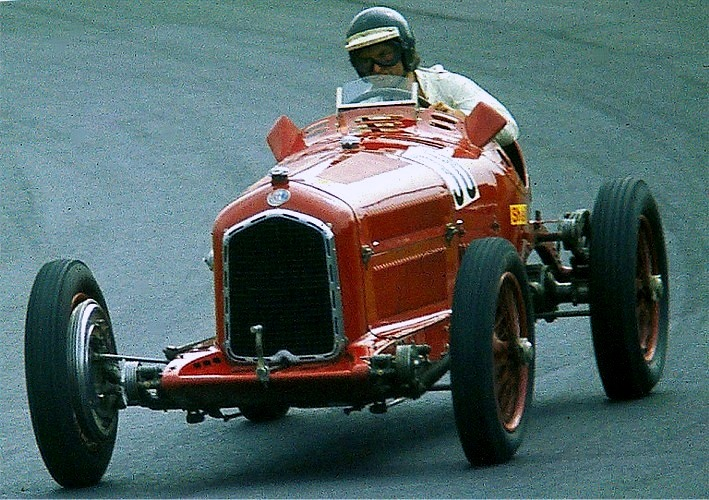
Alain de Cadenet con un Alfa Romeo P3.

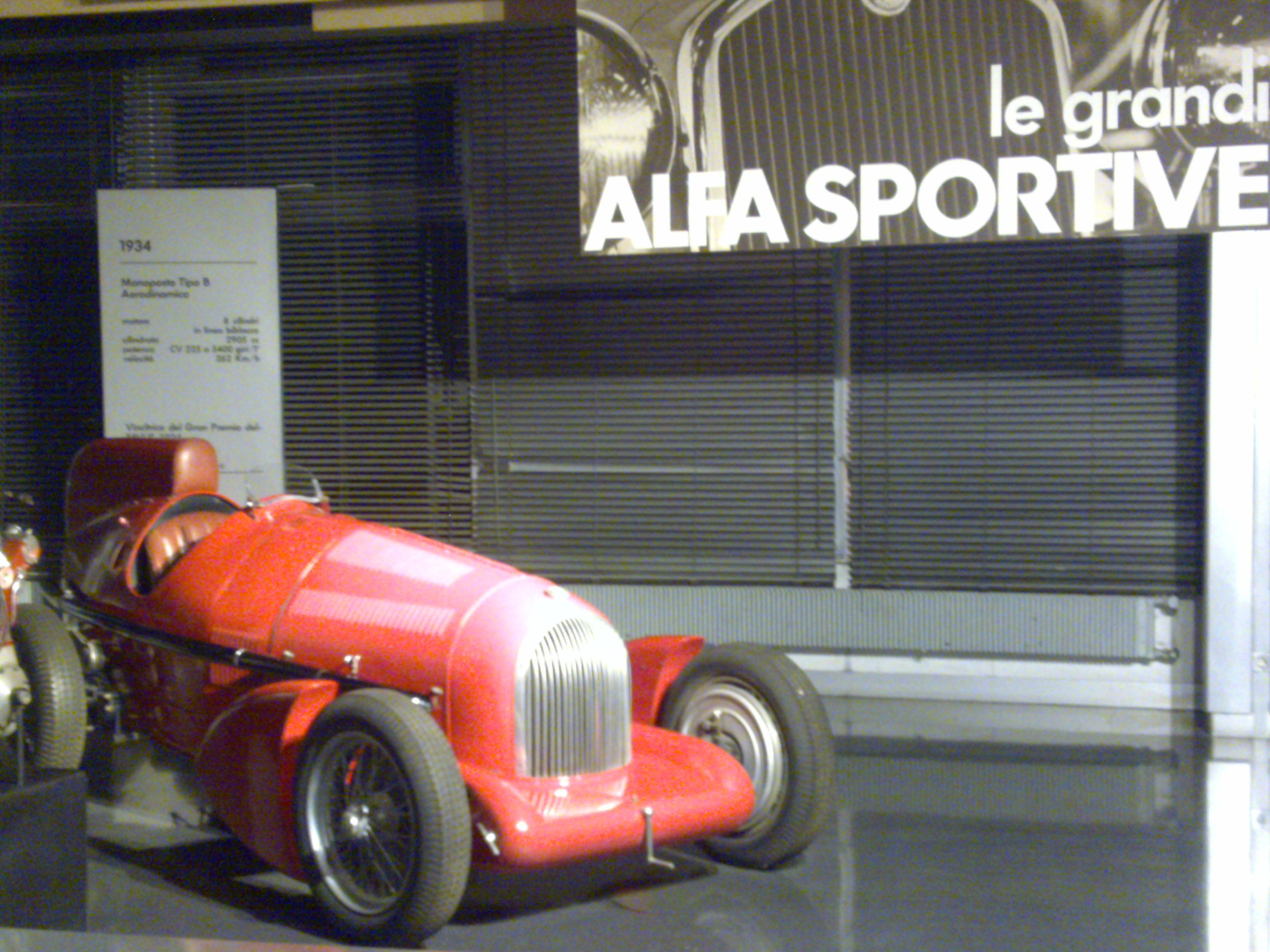
Tipo B, versión aerodinámica con la que Guy Moll ganó el G.P. de Avus en 1934.

El P3 estaba basado en su exitoso antecesor, el Alfa Romeo P2. Aprovechando las lecciones aprendidas con aquel modelo, Jano volvió al tablero de dibujo para diseñar un automóvil que pudiese recorrer distancias más largas. El P3 fue el primer monoplaza de carreras genuino, propulsado por un motor de ocho cilindros sobrealimentado. El coche era muy ligero para su época, pesando tan solo 680 kg a pesar de utilizar un bloque motor de fundición.
Su debut se produjo a media temporada (en junio de 1932) en el Gran Premio de Europa, ganando su primera carrera pilotado por Tazio Nuvolari. Ese mismo año, se adjudicó 6 carreras conducido por Nuvolari y por Rudolf Caracciola, incluyendo los tres Grandes Premios de Italia, Francia y Alemania.
En la temporada de Grandes Premios de 1933, la escudería Alfa Corse padeció graves dificultades financieras, quedando los Alfa Romeo apartados de las carreras. Enzo Ferrari, que se había independizado de Alfa para correr por su cuenta, había organizado la Scuderia Ferrari, que utilizaba los más antiguos y menos eficaces Alfa Monza. Alfa permaneció inactiva hasta agosto, perdiéndose los primeros 25 acontecimientos de la temporada, y solo después de muchas discusiones, finalmente se decidió a facilitar los P3 a la Scuderia Ferrari. Acto seguido, los P3 ganaron seis de las once pruebas restantes de la temporada, incluyendo los Grandes Premios de Italia y de España.
Las nuevas normas de la temporada 1934 de Grandes Premios exigían carrocerías más grandes, así que para compensar el mayor peso, se amplió la cilindrada del motor hasta 2.9 litros. Louis Chiron ganó el Gran Premio de Francia en Montlhery, mientras que las Flechas plateadas alemanas dominaron las otras cuatro rondas del campeonato europeo. Aun así, los P3 ganaron 18 de los 35 Grandes Premios disputados por toda Europa.
En la temporada 1935 de Grandes Premios, el P3 sufrió la superioridad de los coches alemanes en las seis primeras rondas del Campeonato Europeo, pero se siguió trabajando en el coche, lo que permitió lograr una última victoria legendaria. El motor del P3 se amplió hasta los 3.2 litros para Tazio Nuvolari, con vistas al Gran Premio de Alemania de 1935 en el circuito de Nürburgring, feudo de las escuderías Mercedes Benz y Auto Union. Durante la carrera, Nuvolari pinchó un neumático muy pronto mientras lideraba la carrera, y poco después de parar en talleres, sufrió una salida de pista, pero pudo continuar en carrera. No fue hasta la última vuelta, cuando Manfred von Brauchitsch, conduciendo un Mercedes Benz W25 (muy superior al P3) sufrió un pinchazo, permitiendo que Nuvolari ganase la carrera ante 300.000 anonadados espectadores alemanes.
La agilidad y la versatilidad del P3 le permitieron ganar 16 de los 39 Grandes Premios en 1935. Durante su exitosa trayectoria, el P3 se ganó un puesto destacado entre los coches de carreras verdaderamente grandes.

## Pilotos
- 1932: Tazio Nuvolari, Rudolf Caracciola, Giuseppe Campari, Baconin Borzacchini.
- 1933: Louis Chiron, Luigi Fagioli, Giuseppe Campari.
- 1934: Achille Varzi, Louis Chiron, Guy Moll, Brian E. Lewis, Carlo Felice Trossi, Gianfranco Comotti.
- 1935: Tazio Nuvolari, Raymond Sommer, Louis Chiron, Comte George de Montbressieux, Richard Shuttleworth, René Dreyfus, Vittorio Belmondo, Mario Tadini, Antonio Brivio, Guido Barbieri, Pietro Ghersi, Renato Balestrero.
- 1936: Raymond Sommer, "Charlie" Martin, José Padierna de Villapadierna, Giovanni Battaglia, Clemente Biondetti, Austin Dobson.

## Victorias
Victorias en grandes premios: 46
- 1932 Gran Premio de Italia, Tazio Nuvolari
- 1932 Gran Premio de Francia, Tazio Nuvolari
- 1932 Gran Premio de Alemania, Rudolf Caracciola
- 1932 Coppa Ciano, Tazio Nuvolari
- 1932 Coppa Acerbo, Tazio Nuvolari
- 1932 Monza Gran Premio, Rudolf Caracciola
- 1933 Coppa Acerbo, Luigi Fagioli
- 1933 Gran Premio de Cominges, Luigi Fagioli
- 1933 Gran Premio de Marsella, Louis Chiron
- 1933 Gran Premio de Italia, Luigi Fagioli
- 1933 Circuito de Masaryk, Louis Chiron
- 1933 Gran Premio de España, Louis Chiron
- 1934 Gran Premio de Mónaco, Guy Moll
- 1934 Gran Premio de Alessandria, Achille Varzi
- 1934 Gran Premio de Trípoli, Achille Varzi
- 1934 Gran Premio de Casablanca, Louis Chiron
- 1934 Targa Florio, Achille Varzi
- 1934 Internationale Avus Rennen, Guy Moll
- 1934 Mannin Moar, Brian Lewis
- 1934 Gran Premio de Montreux, Comte Trossi
- 1934 Gran Premio Penya Rhin, Achille Varzi
- 1934 Gran Premio de Francia, Louis Chiron
- 1934 Gran Premio del Marne, Louis Chiron
- 1934 Gran Premio de Vichy, Conde Carlo Trossi
- 1934 Gran Premio de Alemania, Tazio Nuvolari
- 1934 Coppa Ciano, Achille Varzi
- 1934 Gran Premio de Niza, Achille Varzi
- 1934 Gran Premio de Comminges, Gianfranco Comotti
- 1934 Circuito de Biella, Conde Trossi
- 1935 Gran Premio de Pau, Tazio Nuvolari
- 1935 Circuito de Bérgamo, Tazio Nuvolari
- 1935 Gran Premio de Francia, Raymond Sommer
- 1935 Circuito de Biella, Tazio Nuvolari
- 1935 Gran Premio de Lorena, Louis Chiron
- 1935 Gran Premio del Marne, René Dreyfus
- 1935 Gran Premio de Dieppe, René Dreyfus
- 1935 Varese Circuito, Vittorio Belmondo
- 1935 Gran Premio de Alemania, Tazio Nuvolari
- 1935 Gran Premio de Comminges, Raymond Sommer
- 1935 Coppa Ciano, Tazio Nuvolari
- 1935 Gran Premio de Good, Tazio Nuvolari
- 1935 Coppa Edda Ciano, Mario Tadini
- 1935 Gran Premio de Donington, Richard Shuttleworth
- 1935 Coppa della Sila, Antonio Brivio
- 1935 Campeonato de Circuito de Montaña de Brooklands, Richard Shuttleworth

## Datos técnicos
Suspensión:
- Delantera: ballestas semielípticas y amortiguadores de fricción // (1935) Sistema Dubonnet independiente
- Trasera: ballestas semielípticas con amortiguadores de fricción // (1935) ballestas de cuarto de elipse invertidas

Motor:
- Alfa Romeo // Delantero // Ocho cilindros en línea // Dos sobrealimentadores gemelos
- Cilindrada: 2654 cc (1932) // 2905 cc (1934) // 3165 cc (1935; para el Gran Premio de Alemania)

Caja de cambios:
- Alfa Romeo, manual de 4 velocidades

Dimensiones:
- Batalla: (2642 mm)
- Vías: Frontal (1397 mm) // Trasera (1346 mm)
- Peso seco: 700 kg

Neumáticos:
- Dunlop (1932) // Englebert (1933/35)